# CAS-nummer

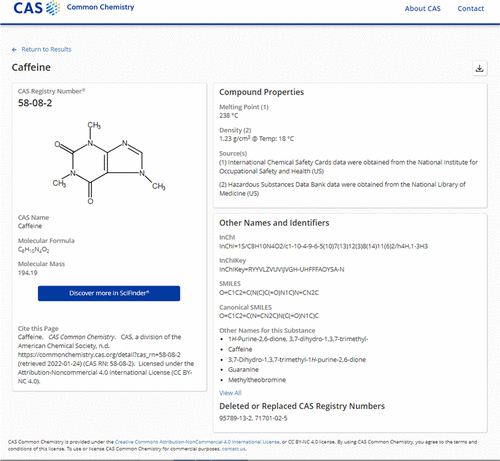
Schermafdruk van de CAS Common Chemistry database met informatie over cafeïne (58-08-2).

Een CAS-nummer is een unieke numerieke identifier voor chemische elementen, componenten, polymeren, en legeringen. CAS staat voor Chemical Abstracts Service, een divisie van de American Chemical Society. Sinds de 18e eeuw hebben 219 miljoen stoffen een CAS-nummer gekregen.

## Geschiedenis
In 1907 zag de Chemical Abstracts Service het licht om gepubliceerde chemische informatie te bundelen en te verspreiden. Dit instituut, verbonden aan de American Chemical Society, is gevestigd in Columbus, Ohio, USA. Deze CAS bouwde voort op een aantal oudere, gelijkaardige pogingen (Chemisches Zentralblatt (1830), Bulletin de la Société Chimique de France (1863), Journal of the Chemical Society (1871), en the Review of American Chemical Research (1895)). Hierbij groeide de nood aan een ondubbelzinnige identificatie van chemische structuren zonder de dubbelzinnigheid die soms optreedt bij chemische nomenclatuur (zij het systematische, generische, commerciële of triviale nomenclatuur). Daartoe werd in 1965 het CAS-nummer (Engels: CAS Registry Number) ingevoerd. Dit is een eenduidig nummer dat ondubbelzinnig verwijst naar een stof, voor zover deze stof in het systeem is opgenomen.
De CAS Registry is een van de grootste databases in de wereld met informatie over meer dan 200 miljoen chemische verbindingen. De 50-miljoenste verbinding, CAS-nummer 1181081-51-5, werd op 7 september 2009 geregistreerd. Er worden dagelijks ongeveer 4000 nieuwe verbindingen toegevoegd. Aan het gebruik van de CAS-Registry-database waarnaar met behulp van een CAS-nummer verwezen wordt, zijn in het algemeen kosten verbonden, maar een set van bijna een half miljoen zijn vrij beschikbaar.
Elke verbinding heeft een uniek nummer, het CAS Registry nummer. Dit nummer bestond aanvankelijk uit maximaal 9 cijfers, verdeeld in 3 groepjes die gescheiden zijn met een streepje. Het linker groepje bestond tot 2007 uit 2 tot maximaal 6 cijfers; het volgende uit 2 cijfers en rechts staat een controlecijfer. In september 2007 kondigde de CAS aan, dat ze vanaf januari 2008 CAS-nummers met tien cijfers zou gaan toekennen, vanwege de gestage groei van het aantal nieuw geregistreerde stoffen. Het tiende cijfer komt op de meest linkse plaats, dus het eerste groepje krijgt dan 7 cijfers.
De CAS-nummers worden met een checksum gecodeerd en zijn daardoor snel te verifiëren op typefouten. Bijvoorbeeld:
| N8N7N6N5N4N3N2N1-R |

De R is de rest, die wordt bepaald door de volgende formule gedeeld door 10:
N1 + 2×N2 + 3×N3 + 4×N4 + 5×N5 + 6×N6 + 7×N7 + 8×N8.

Voorbeelden:
- 58-08-2 → (1x8) + (2x0) + (3x8) + (4x5) = 52 ... 52/10 geeft als rest 2 (10x5=50 52-50=2)
- 9003-07-0 → (1x7) + (2x0) + (3x3) + (4x0) + (5x0) + (6x9) = 70 ... 70/10 geeft als rest 0

Bijvoorbeeld: 58-08-2 is het nummer voor cafeïne en 9003-07-0 is het nummer voor het polymeer polypropeen.

## Betekenis
Een CAS-nummer werd toegekend aan chemische substanties in de wetenschappelijke literatuur van 1957 tot heden met additioneel stoffen die teruggaan tot begin 20ste eeuw. Gezien elk CAS-nummer uniek is, geeft het aldus een ondubbelzinnige identificatie voor al deze verbindingen. De nummers worden in oplopende volgorde toegekend en bevatten op zichzelf geen chemische informatie. Chemische verbindingen die een CAS-nummer krijgen zijn unieke chemische substanties die voorgesteld kunnen worden door:
- Volledig gedefinieerde moleculaire structuren (vb alle atomen en hun chemische bindingen zijn gekend). Verschillende positionele isomeren, stereochemische isomeren en zoutvormen kunnen in rekening worden gebracht. Er wordt daarentegen géén rekening gehouden met verschillende conformationele vormen (vb stoel- en bootvormen van cyclohexaan). Soms draagt ook het bovenliggende, minder specifieke niveau een apart CAS-nummer. Zo krijgt fluoxetine een CAS-nummer voor zowel het stereochemische mengsel als voor de afzonderlijke stereo-isomeren.
- Een naam die duidelijk de chemische samenstelling weergeeft, maar waarvan de moleculaire structuur niet voldoende gedefinieerd is om een structuurformule te geven, vb celluloseacetaat (CAS-nummer 9004-35-7).
- Verschillende CAS-nummers worden soms gegenereerd voor verhoudingen van bepaalde molecules. Dit kan bijvoorbeeld gaan om verhoudingen van zouten, van condensatieproducten (vb. het minder specifieke “butylfosfaat”, maar ook “monobutylfosfaat”, “dibutylfosfaat” en “tributylfosfaat”) of van stereo-isomeren.
- Er wordt geen rekening gehouden met fysisch voorkomen. Zo wordt zowel water, ijs als waterdamp voorgesteld door 7732-18-5.
- Metalen, specifieke legeringen, mineralen, elementen, ionen, isotopen en elementaire deeltjes worden geregistreerd.
- Natuurlijk voorkomende polymeren (bv. zetmeel (CAS-nummer 9005-25-8)) worden geregistreerd op basis van een naam voor zover ze duidelijk gekarakteriseerd kunnen worden door de eigenschappen van het polymeer of, indien mogelijk op basis de structureel herhaalde eenheden (monomeren) waaruit ze opgebouwd zijn. Synthetische polymeren worden geregistreerd op basis van het onderliggende, monomere startmolecule, bv. 2-propenoic acid, polymere with ethene (CAS-nummer 9010-77-9)
- Soms worden complexe chemische substanties (mengsels) geregistreerd, vb. chemisch gemodificeerde biologische substanties of complexe reactieproducten. Dit is het geval omwille van “CAS Client Services” of ter ondersteuning van regulerende instanties (vb. US: Environmental Protection Agency, Europa: EINECS, EU/EC). Voorbeelden van dergelijke minder specifiek substanties zijn "benzene, ethenyl-, sulfurized" (61790-04-3), "geëthoxyleerde C16-18 alcoholen" (68439-49-6), "naturally occuring substances" (999999-99-4), "mustard oil", ... Bepaalde onduidelijke of minder specifieke termen kunnen aldus een CAS-nummer krijgen omwille van “CAS Client Services” of omwille van regulerende instanties/wetgeving.
- Krijgen in principe GEEN CAS-nummer: chemische klassen (“zilververbindingen”), biologische organismen of biologische groepen, groepen producten (vb. “pesticiden”) of merknamen.

## Opmerkingen
1. Soms zijn er verschillende CAS-nummers ("other CAS") die exact hetzelfde betekenen. Dit heeft meestal te maken met oudere CAS-nummers die werden toegekend op het moment dat de stof nog niet helemaal gekarakteriseerd was. Later kan men er aldus op uit komen dat verschillende CAS-nummers op eenzelfde molecule betrekking hebben.
2. Een CAS-nummer is steeds betrouwbaar in die zin dat het op een eenduidige wijze de substantie identificeert waaraan het is toegekend. Anderzijds is een CAS-nummer maar specifiek voor zover het specifiek bedoeld wordt. Zo is een CAS-nummer voor een racemisch mengsel minder specifiek dan het CAS-nummer voor de individuele enantiomeren.

## Voorbeelden
- a - z - International Chemical Safety Card
- (en)  Uitleg bij CAS-nummers
- (en)  ChemIDplus - grootste vrije database met CAS-nummers
- (en)  ChemSub Online - met chemische namen in het Nederlands